# Балхашский корнеед
Балхашский корнеед (лат. Dorcadion balchashense) — вид жуков из подсемейства ламиин семейства жуков-усачей.

## Описание
Длина тела 18—25 мм. Жуки широкие, массивные (особенно самки). Усики и голени — чёрные, бедра — бурые. Надкрылья самок с относительно развитым волосяным покровом. У самцов волосяной покров заметен только на вершине надкрыльев. Полосы темноватые или кремового цвета.
Редкий вид с очень небольшим ареалом. Встречается в северном Прибалхашье. В Казахстане найден в окрестностях Долинки (Карагандинская область), в горах Бектау-Ата (окрестности горы Балхаша). Населяет подгорные долины и предгорьях с полынно-злаковыми стациями.
Личинки развиваются в дернине, где питаются корнями травянистых растений, в основном из семейства злаковых. Жуки питаются зелёными листьями злаковых.

## Охрана
Занесён в Красную книгу Казахстана, как сокращающийся редкий вид. Численность сокращается из-за распашки целинных земель и чрезмерного выпаса скота в местах обитания вида.